# Brezovški graben
Brezovški graben je poleg Lukenjskega grabna povirni krak potoka Reka, ki teče skozi Cerklje na Gorenjskem. Brezovški graben zbira svoje vode na zahodnih pobočjih Krvavca.